# Plants of the World Online
Plants of the World Online (littéralement : « les plantes du monde en ligne ») est une base de données en ligne de botanique publiée par les Jardins botaniques royaux de Kew. Elle a été lancée en mars 2017 dans le but ultime de « permettre aux utilisateurs d'accéder aux informations sur toutes les plantes à graines connues dans le monde d'ici 2020 ». L'accent était initialement mis sur les principales flores d'Afrique tropicale, en particulier Flora Zambesiaca (flore du bassin du Zambèze), la flore d'Afrique tropicale de l’Ouest et la flore d'Afrique tropicale de l’Est. Depuis 2023, les ex-sites de la WCSP et de la WCVP redirigent vers celui de Plants of the World Online. Ce dernier sert de source taxinomique pour la World Flora Online par défaut pour les plantes vasculaires et lui fournit également des descriptions morphologiques. POWO est compilée pour l'essentiel par le botaniste Rafaël Govaerts.